# Сахил (квартал)
„Сахил“ (на турски: Sahil) е квартал на Истанбул, разположен в градска околия Бейликдюзю. Общата му площ е 1,5 км2. Според данни на Адресната система за регистриране на населението (ABPRS) към 2024 г. населението на „Сахил“ е 7498 жители.